# Сярестёниеми, Рейдар
Рейдар Сярестёниеми (фин. Reidar Särestöniemi; 14 мая 1925, Киттиля, Финляндия — 27 мая 1981, Киттиля, Финляндия) — финский художник саамского происхождения.

## Биография
Родился 14 мая 1925 года в деревне Кауконен муниципалитета Киттиля в финской Лапландии, в семье фермера. Его семья занималась скотоводством и земледелием.
С 1947 по 1952 год учился в школе Финляндской академии изящных искусств в Хельсинки. Одновременно учился в Хельсинкском университете на кафедре рисунка. Кроме того, посещал лекции по психологии, философии и истории искусства. В 1956−1959 годах учился, в основном заочно, в институте имени Репина в Ленинграде.
После возвращения из Ленинграда состоялась его первая персональная выставка в Хельсинки. В 1975 году получил звание профессора. В этом же году выставка в Музее искусств, приуроченная к его пятидесятилетию, собрала 20000 зрителей.